# Заклепье
Заклепье — деревня в Старопольском сельском поселении Сланцевского района Ленинградской области.

## История
Впервые упоминается в писцовых книгах Шелонской пятины 1498 года, как деревня Закляпье в Сумерском погосте Новгородского уезда.
Деревня Заклепье, состоящая из 23 крестьянских дворов, упоминается на карте Санкт-Петербургской губернии Ф. Ф. Шуберта 1834 года.

ЗАКЛЕПЬЕ — деревня принадлежит её величеству, число жителей по ревизии: 85 м. п., 94 ж. п. (1838 год)

Деревня Заклепье из 23 дворов отмечена на карте профессора С. С. Куторги 1852 года.

ЗАКЛЕПЬЯ — деревня Гдовского её величества имения, по просёлочной дороге, число дворов — 24, число душ — 105 м. п. (1856 год)

ЗАКЛЕПЬЕ — деревня удельная при речке безымянной, число дворов — 27, число жителей: 162 м. п., 123 ж. п. (1862 год) 

В XIX — начале XX века деревня административно относилась к Старопольской волости 2-го земского участка 1-го стана Гдовского уезда Санкт-Петербургской губернии.
Согласно Памятной книжке Санкт-Петербургской губернии 1905 года деревня образовывала Заклепское сельское общество.
С марта 1917 года деревня находилась в составе Заклепского сельсовета Старопольской волости Гдовского уезда.

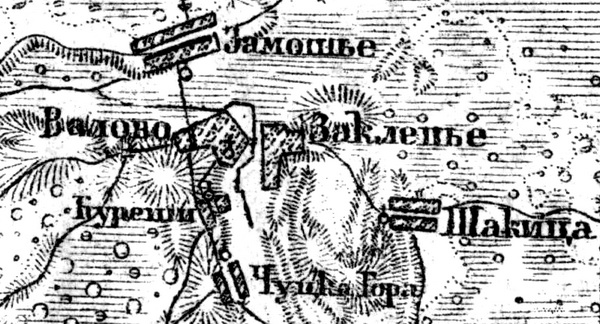
Деревня Заклепье на карте 1919 года

С февраля 1924 года, в составе Замошского сельсовета.
С февраля 1926 года, вновь в составе Заклепского сельсовета.
С февраля 1927 года, в составе Ложголовской волости Кингисеппского уезда.
С августа 1927 года, в составе Осьминского района.
С ноября 1928 года, в составе Старопольского сельсовета. В 1928 году население деревни составляло 396 человек.
По данным 1933 года деревня Заклепье входила в состав Старопольского сельсовета Осьминского района.
С 1 августа 1941 года по 31 января 1944 года германская оккупация.
С 1961 года в составе Старопольского сельсовета Сланцевского района.
С 1963 года в составе Кингисеппского района.
По состоянию на 1 августа 1965 года деревня Заклепье входила в состав Старопольского сельсовета Кингисеппского района. С ноября 1965 года, вновь в составе Сланцевского района.
По данным 1973 и 1990 годов деревня Заклепье входила в состав Старопольского сельсовета.
В 1997 году в деревне Заклепье Старопольской волости проживал 31 человек, в 2002 году — 24 человека (все русские).
В 2007 году в деревне Заклепье Старопольского СП проживали 30 человек, в 2010 году — 32 человека.

## География
Деревня расположена в восточной части района на автодороге 41К-027 (Старополье — Осьмино).
Расстояние до административного центра поселения — 1 км.
Расстояние до ближайшей железнодорожной станции Веймарн — 51 км.

## Демография
| 1862 | 2007 | 2010 | 2017 |
| ---- | ---- | ---- | ---- |
| 285  | ↘30  | ↗32  | ↗35  |